# Semons
Semons est une ancienne commune française située dans le département de l'Isère, en région Auvergne-Rhône-Alpes. Depuis le 1er janvier 2019, elle est une commune déléguée de Porte des Bonnevaux.
Ses habitants sont les Semonois et Semonoises.

## Géographie
Le village est blotti sur le versant sud des coteaux bordant la forêt des Bonnevaux. Il domine la plaine du Liers. La route départementale D 518 traverse la commune (anciennement route nationale 518) . Le village est situé à environ 58 km de Lyon et à 56 km de Grenoble. Il est composé de trois quartiers principaux : le Guillermond, le Nemoz et le Canel.

### Communes limitrophes
Arzay, Commelle, Châtonnay, Lieudieu et Ornacieux.

## Histoire
Le 1er janvier 2019, la commune fusionne avec Arzay, Commelle et Nantoin pour former la commune nouvelle de Porte des Bonnevaux dont la création est actée par un arrêté préfectoral du 11 octobre 2018.

## Politique et administration
| Période                                  | Période          | Identité                  | Étiquette | Qualité  |
| ---------------------------------------- | ---------------- | ------------------------- | --------- | -------- |
| mars 2001                                | mars 2008        | Denis Janin-Brusson       |           |          |
| mars 2008                                | mars 2014        | Jacqueline Antoniolli     |           |          |
| mars 2014                                | 31 décembre 2018 | Jean-Paul Tournier-Fillon | SE        | Retraité |
| Les données manquantes sont à compléter. |                  |                           |           |          |

## Démographie
L'évolution du nombre d'habitants est connue à travers les recensements de la population effectués dans la commune depuis 1793. Pour les communes de moins de 10 000 habitants, une enquête de recensement portant sur toute la population est réalisée tous les cinq ans, les populations de référence des années intermédiaires étant quant à elles estimées par interpolation ou extrapolation. Pour la commune, le premier recensement exhaustif entrant dans le cadre du nouveau dispositif a été réalisé en 2007.

En 2016, la commune comptait 362 habitants, en évolution de −1,63 % par rapport à 2010 (Isère : +3,07 %, France hors Mayotte : +2,11 %).
| 1793 | 1800 | 1806 | 1821 | 1831 | 1836 | 1841 | 1846 | 1851 |
| ---- | ---- | ---- | ---- | ---- | ---- | ---- | ---- | ---- |
| 233  | 470  | 455  | 453  | 399  | 456  | 454  | 491  | 503  |

| 1856 | 1861 | 1866 | 1872 | 1876 | 1881 | 1886 | 1891 | 1896 |
| ---- | ---- | ---- | ---- | ---- | ---- | ---- | ---- | ---- |
| 512  | 503  | 477  | 458  | 457  | 447  | 450  | 431  | 378  |

| 1901 | 1906 | 1911 | 1921 | 1926 | 1931 | 1936 | 1946 | 1954 |
| ---- | ---- | ---- | ---- | ---- | ---- | ---- | ---- | ---- |
| 384  | 376  | 349  | 328  | 317  | 308  | 280  | 225  | 205  |

| 1962 | 1968 | 1975 | 1982 | 1990 | 1999 | 2006 | 2007 | 2012 |
| ---- | ---- | ---- | ---- | ---- | ---- | ---- | ---- | ---- |
| 237  | 220  | 255  | 281  | 301  | 291  | 351  | 360  | 368  |

| 2016 | - | - | - | - | - | - | - | - |
| ---- | - | - | - | - | - | - | - | - |
| 362  | - | - | - | - | - | - | - | - |

## Lieux et monuments
- L'église Saint-Didier a été construite en 1893 en galets disposés en arête-de-poisson alternant avec des lits de tuiles par l'architecte Henri Rivoire[6].

## Cinéma
Une scène du film Le Convoi de  Frédéric Schoendoerffer a été tournée en octobre 2014 dans la commune. Il s'agit de la scène du "camino del arbol". On y voit notamment le personnage d' "Alex"  interprété par Benoît Magimel , incendier une voiture, après avoir transféré la drogue qu'elle contenait, et abandonner le corps d'un trafiquant contre un vieux châtaignier. Lors du tournage, la logistique était basé sur le parking de l’Étang Murinay.
Un reportage de France 3 Alpes a été réalisé pendant le tournage.  

## Personnalités liées à la commune
- Joseph Emperaire ou José Emperaire  (1912-1958), ethnologue, archéologue, est né dans cette commune le 10 mars 1912. Mort accidentellement en Patagonie, lors d'une campagne de fouille. Il est inhumé au cimetière de Punta Arenas au Chili.